# Джон Готи
Джон Джоузеф Готи-младши (на английски: John Joseph Gotti, Jr.) е американски престъпник, глава на криминалната фамилия Гамбино, застанал начело след убийството на дотогавашния бос Пол Кастелано.
През 1992 година е осъден за рекет, 13 убийства, възпрепятстване на правосъдието, заговор за извършване на убийство, незаконен хазарт, изнудване, укриване на данъци.
Получава доживотна присъда, по време на която се разболява и умира 10 години по-късно, от рак на гърлото.